# Metadelta pulvereata
Metadelta pulvereata là một loài bướm đêm trong họ Noctuidae.